# David Say

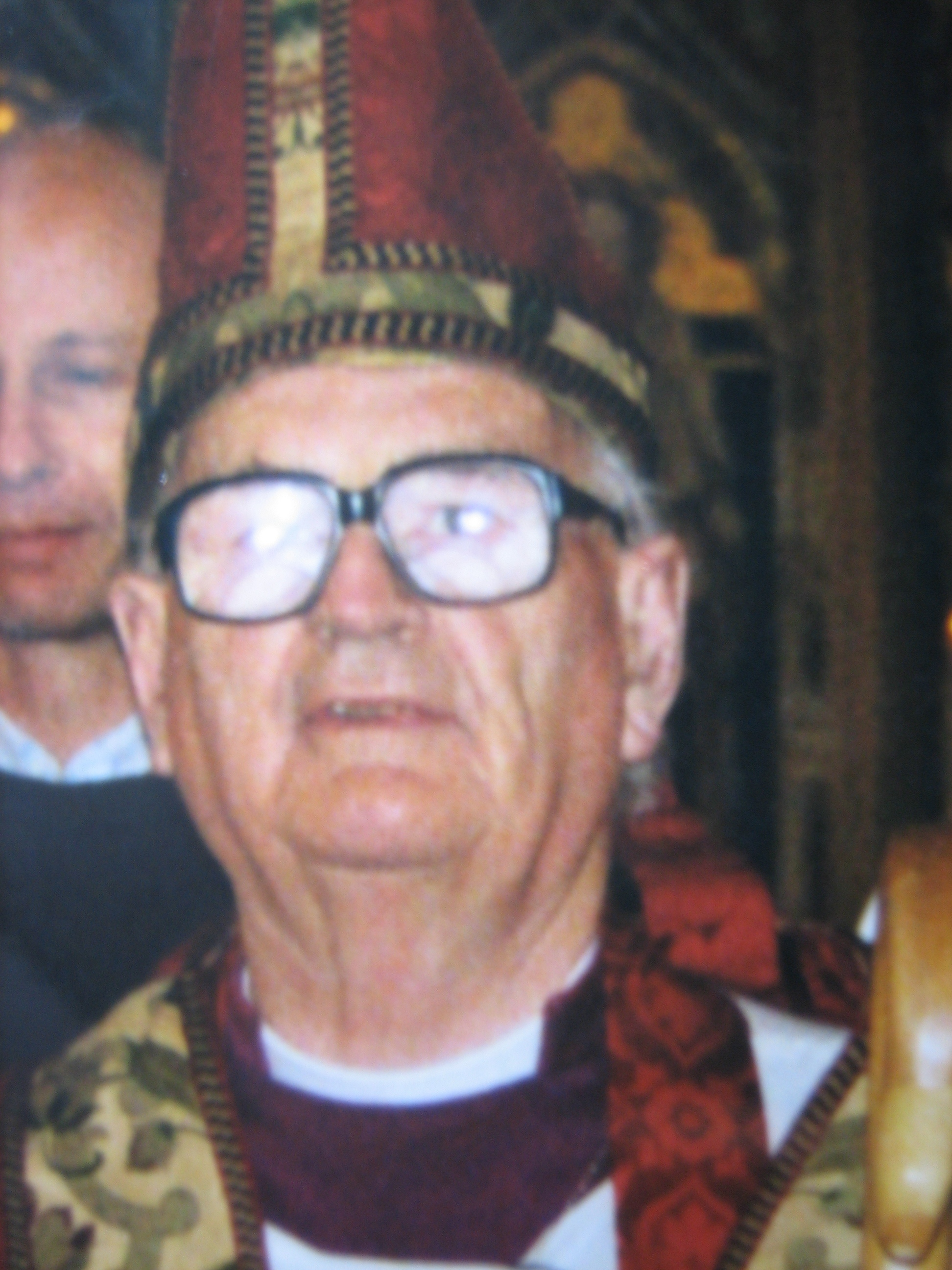
David Say (1998) – englischer anglikanischer Bischof

Richard David Say KCVO (* 4. Oktober 1914; † 15. September 2006 in Wye, Kent) war ein britischer Geistlicher der Church of England, der 27 Jahre lang Bischof von Rochester sowie 19 Jahre lang Mitglied des House of Lords war. Als Geistlicher setzte er sich insbesondere auch für die Berufung von Frauen zu Priesterinnen ein und gab 1987 in der Kathedrale von Rochester 25 Frauen die Ordination zu Priesterinnen.

## Leben

### Priester und Rektor des Hatfield College
Nach dem Besuch der University College School absolvierte Say ein Studium der Theologie am Christ’s College der University of Cambridge sowie am Priesterseminar des Ridley Hall College und empfing 1939 die Ordination zum Diakon. Im Anschluss war er zwischen 1939 und 1943 Kurat der Pfarrkirche von Croydon und empfing in dieser Zeit 1940 auch die Weihe zum Priester. Zugleich fungierte er zwischen 1942 und 1944 zunächst als Assistenzsekretär sowie im Anschluss von 1944 bis 1947 als Generalsekretär des Jugendrates der Church of England. Neben seiner Tätigkeit als Kurat der Londoner Kirche St. Martin-in-the-Fields zwischen 1943 und 1950 war er von 1947 bis 1955 Generalsekretär des British Council of Churches. Ferner war er in den Jahren 1948, 1954 sowie 1961 Delegierter der Church of England beim Ökumenischen Rat der Kirchen.
Nach Beendigung seiner Tätigkeit beim British Council of Churches war Say zwischen 1955 und 1961 sowohl Rektor des Hatfield College der University of Durham sowie zeitgleich von 1957 bis 1961 Ehren-Kanoniker der Abtei von St Albans in Hertfordshire.

### Bischof von Rochester und Oberhausmitglied
1961 wurde Say als Nachfolger von Christopher Maude Chavasse zum Bischof von Rochester geweiht und bekleidete diese Funktion 27 Jahre lang bis zu seiner Ablösung durch Michael Turnbull 1988. Als Geistlicher setzte er sich insbesondere auch für die Berufung von Frauen zu Priesterinnen ein und gab 1987 in der Kathedrale von Rochester 25 Frauen die Ordination zu Priesterinnen. Zeitgleich war er zwischen 1961 und 1988 auch Mitglied der Kirchenkommission (Church Commission), ein Gremium zur Verwaltung der Grundstücke und Immobilien der Church of England.
1969 wurde er als einer der 21 dienstältesten Bischöfe neben den fünf höchsten Bischöfen der Church of England als sogenannter geistlicher Lord (Lord Spiritual) Mitglied des House of Lords und gehörte diesem ebenfalls bis zum Ende seiner Amtszeit als Bischof von Rochester 1988 an. Zugleich war er von 1970 bis 1988 als Lord High Almoner to the Queen im Haushalt von Königin Elisabeth II. zuständig für die Vergabe der königlichen Almosen. Zuletzt war er auch von 1986 bis 1989 Vorsitzender der Wohltätigkeitsorganisation Age Concern.
Nach Beendigung seiner Amtszeit als Bischof von Rochester wurde Say, der 1988 Knight Commander des Royal Victorian Order wurde und fortan den Namenszusatz „Sir“ führte, Assistenz-Bischof im Erzbistum von Canterbury und bekleidete diese Funktion zwischen 1988 und seinem Tod 2006.

## Veröffentlichungen
- Kent Pilgrim (2001)